# Fardulf
Fardulf bekleedde de functie van hofkapelaan aan het hof van Karel de Grote. Hij was van Lombardische afkomst.
De oudste zoon van Karel de Grote, Pepijn de Gebochelde, was vanwege zijn handicap en het feit dat zijn moeder door Karel de Grote was verstoten, uitgesloten van de erfopvolging. In 792 ondernam Pepijn, in samenwerking met enkele Frankische edelen een poging tot staatsgreep. Het was de bedoeling Karel de Grote, zijn vrouw Hildegard en hun drie zonen om te brengen.
Het plan werd door Fardulf op het laatste moment aan Karel de Grote verraden. Als dank werd hij in het jaar 793 benoemd tot het ambt van de abdij van Saint-Denis.
De potentiële moordenaars werden geëxecuteerd. Pepijn de Gebochelde, werd verbannen naar de Abdij van Prüm, waar hij achttien jaar later in 811 stierf.